# 데오도란트

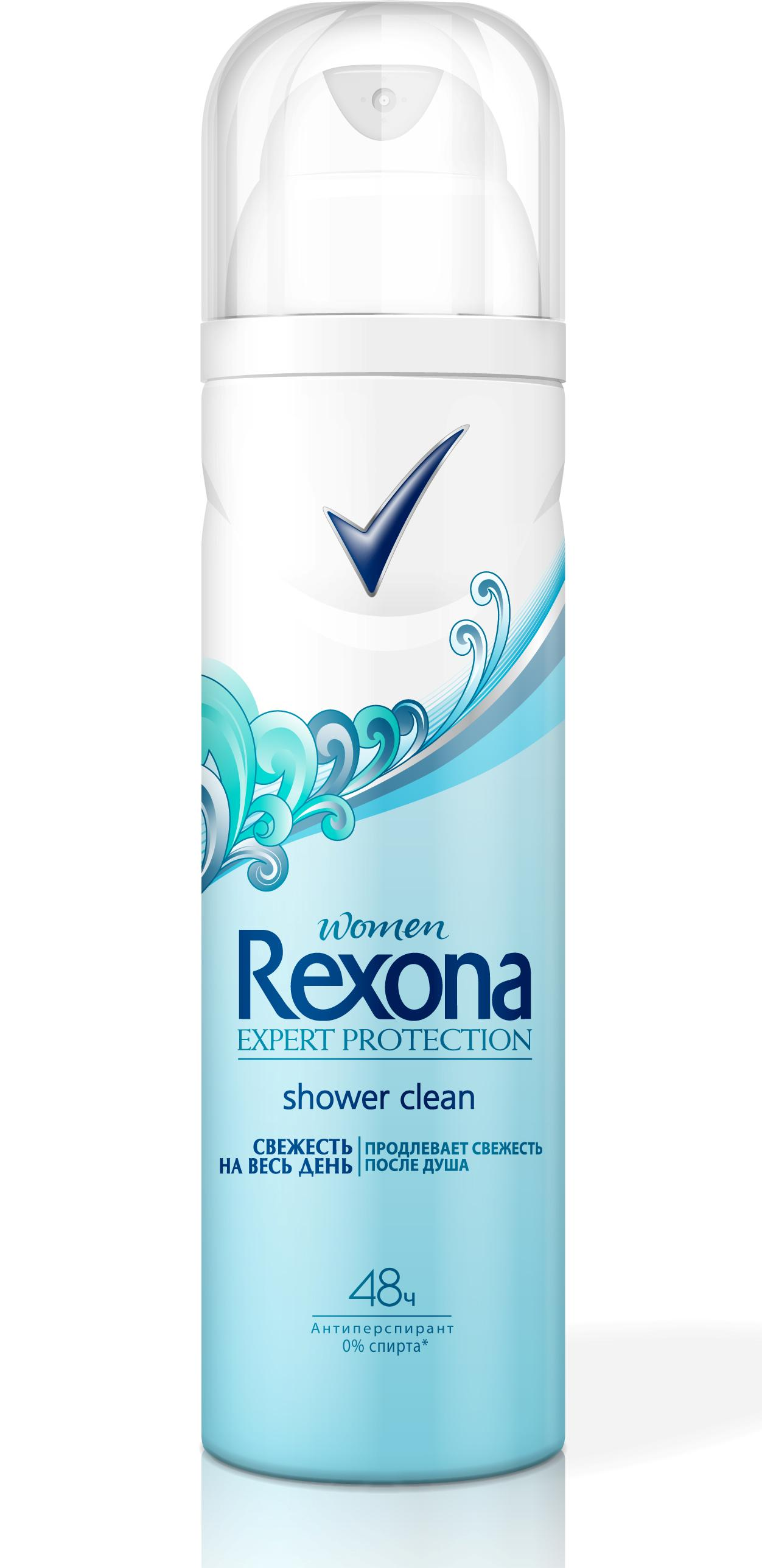
데오도란트

데오도란트(영어: Deodorant)는 신체 중 겨드랑이, 발 등의 땀 냄새를 제거하고 억제하는 제품을 말한다. 니베아 제품은 한글 표기를 데오드란트로 한다. 영국식 영어로는 디어더런트(/diˈəʊdəɹənt/), 미국식 영어로는 디오더런트(/diˈoʊdəɹənt/)라고 발음한다.

## 역사
1888년, 최초의 상용 데오도란트 제품인 Mum이 미국 펜실베이니아주 필라델피아의 한 발명가 남성에 의해 개발, 특허화되었다.

## 데오도란트 관련 기사
- 2011년 8월 16일 대한민국의 식품의약품안전청은 제모제와 데오도란트를 동시에 사용할 경우 피부에 부작용이 생길 수 있음을 경고하였다. 제모제는 제모 작용을 하는 치오글리콜산 그리고 제모 작용을 돕는 산성도 조정제, 계면활성제 등의 첨가제로 구성되어 있는데, 제모제를 사용하고 즉시 데오드란트를 사용하면 피부가 받는 자극이 심해져서 발적이 생길 수 있으니, 적어도 24시간의 시차를 두고 사용해야 한다.[2]

- 2005년 5월 25일 대한민국의 환경 관련 단체인 여성환경연대에 따르면 한국 내 시중에서 유통되는 6개사(한국기업 3사, 외국기업 3사)의 데오도란트에서 환경호르몬인 프탈레이트 1가지 이상이 검출되었다고 보도 되었다.[3]

## 같이 보기
- 액취증